# يوسف أسعد غانم
يوسف أسعد غانم (1901 - 1965) هو شاعر لبناني مهجري عاش في لبنان والبرازيل. وكتب الشعر الفصيح والشعر الزجلي. وانضم للجمعية الأدبية العصبة الأندلسية التي تهتم بالأدب العربي في البرازيل. يتميز شعره الفصيح بقصره وبالاقتصاد في الكلمات وباتباع أوزان شعر العروض التقليدية وتطرّق لمواضيع الحنين إلى الديار والمعاناة في الغربة والعزلة الشخصية وقساوة الناس والدهر.

## النشأة والمسيرة
ولد يوسف أسعد غانم في قرية «سنور» في قضاء جبيل في لبنان ودرس في مدرسة الأخوة المريميين في جونيه وعمل في مجالي التعليم والصحافة ثم هاجر إلى سان باولو في البرازيل في 1926 وعمل في التجارة في ولاية «غوياز» وفي بلدة «أنابوليس». وانضم لرابطة العصبة الأندلسية التي تعنى بالأدب العربي في البرازيل. نشر قصائده في عدة مجلات وصحف لبنانية ومهجرية منها مجلة العصبة الأندلسية ومجلة الشرق ومجلة الأديب ومجلة الإصلاح، وأصدر المجموعة الزجلية «البرج الأخضر» في 1953. وكتب عدة مقالات في مجلة العصبة الأندلسية وفي مجلة المواهب. تتميز قصائده بقصرها وبمحافظتها على الأوزان الشعرية العروضية ويشترك مع الشعر المهجري في الصور الشعرية والتراكيب والمواضيع مثل الحنين إلى الوطن وألم الغربة والعزلة الشخصية وقساوة الناس والدهر. وتوفي منتحرا في ساو باولو في 1965.

## أعماله
- البرج الأخضر، البرازيل، 1953 (مجموعة زجلية)

## وصلات خارجية
- أسعد غانم في معجم البابطين لشعراء العربية في القرنين التاسع عشر والعشرين

## بيبليوغرافيا
- جورج صيدح: أدبنا وأدباؤنا في المهاجر الأمريكية، دار العلم للملايين - بيروت 1964.
- عمر الدقاق: شعراء العصبة الأندلسية في المهجر، دار الشرق - حلب 1973.
- عيسى الناعوري: أدب المهجر، دار المعارف - القاهرة 1967.
- جوزيف أبي ضاهر: أنطولوجيا الزجل اللبناني